# U-Bahnhof Böhmerwaldplatz
Der U-Bahnhof Böhmerwaldplatz ist ein Bahnhof der Münchner U-Bahn und wurde am 27. Oktober 1988 eröffnet.
Der Bahnhof liegt im Stadtteil Bogenhausen unter dem Mittleren Ring. Der Bahnhof wurde in offener Bauweise so gebaut, dass der später über ihm errichtete Richard-Strauss-Tunnel ohne Veränderung am Bahnhof erstellt werden konnte. Namensgeber für den nahe liegenden Platz und damit für den Bahnhof ist der Böhmerwald. Die Hintergleiswände sind mit türkisen Paneelen gestaltet. Die Stützen sind mit grünen Blechplatten verkleidet und werden nach oben hin immer breiter. Die Decke besteht aus türkis angestrichenem Beton, an dem die zwei Lichtbänder hängen. Über Roll- und Festtreppen ist am Südende ein Sperrengeschoss zu erreichen, von dem Treppen zum Mittleren Ring nahe dem Böhmerwaldplatz führen. Am nördlichen Ende führen ebenfalls Roll- und Festtreppen und ein Aufzug in ein Sperrengeschoss und weiter in die Parkstadt Bogenhausen.

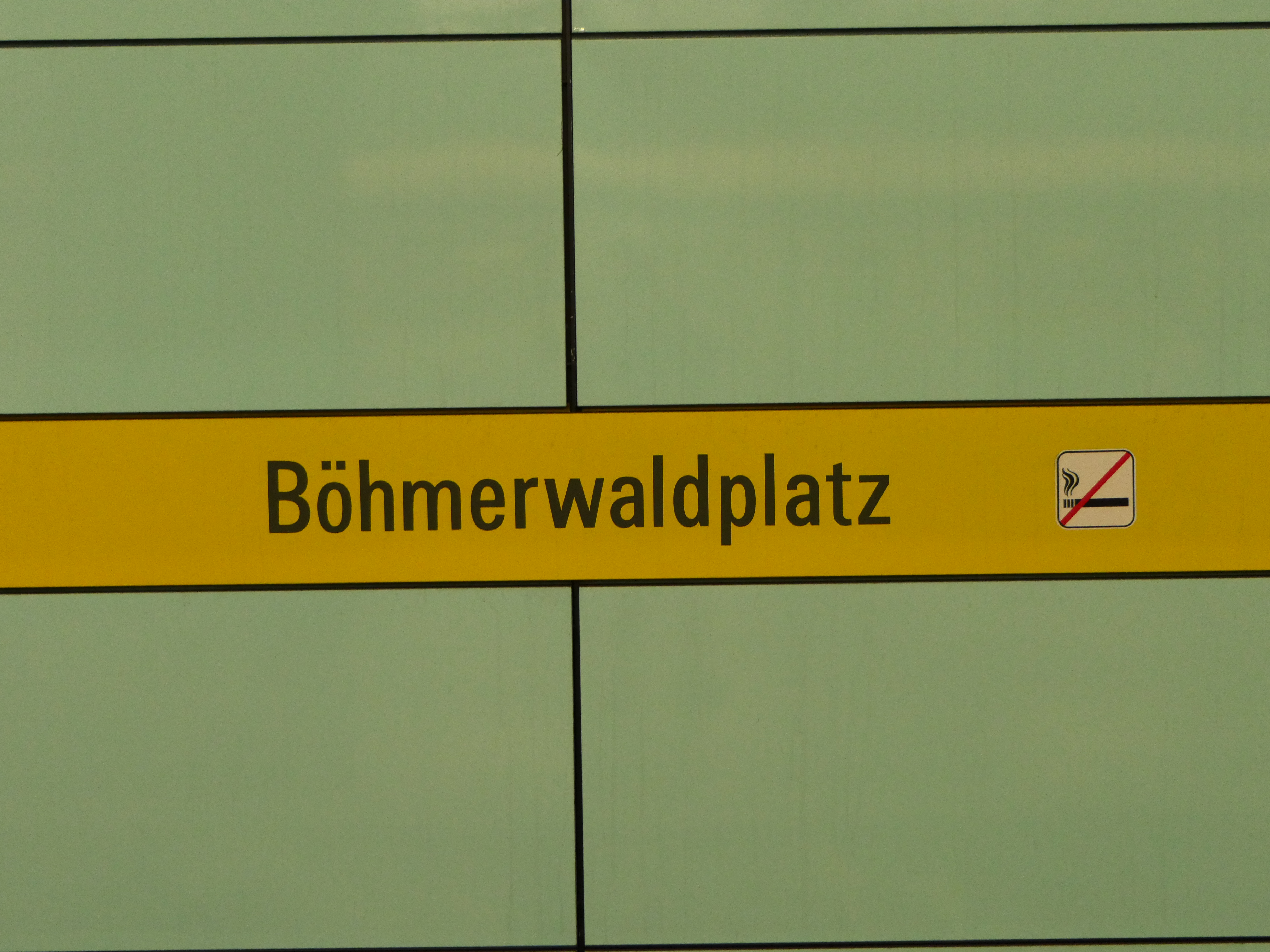
Stationsname an den Hintergleiswänden
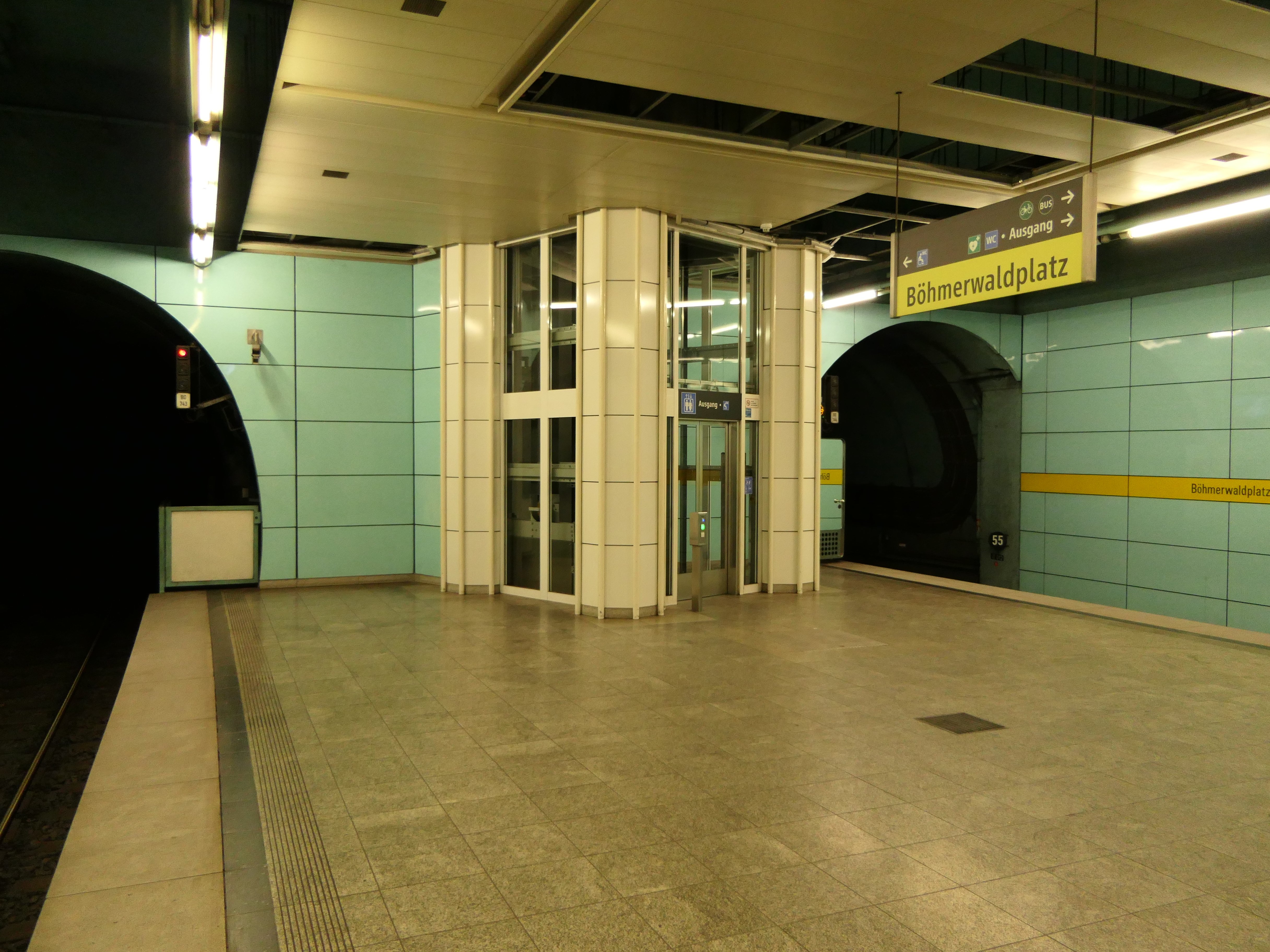
Aufzug auf der Bahnsteigebene
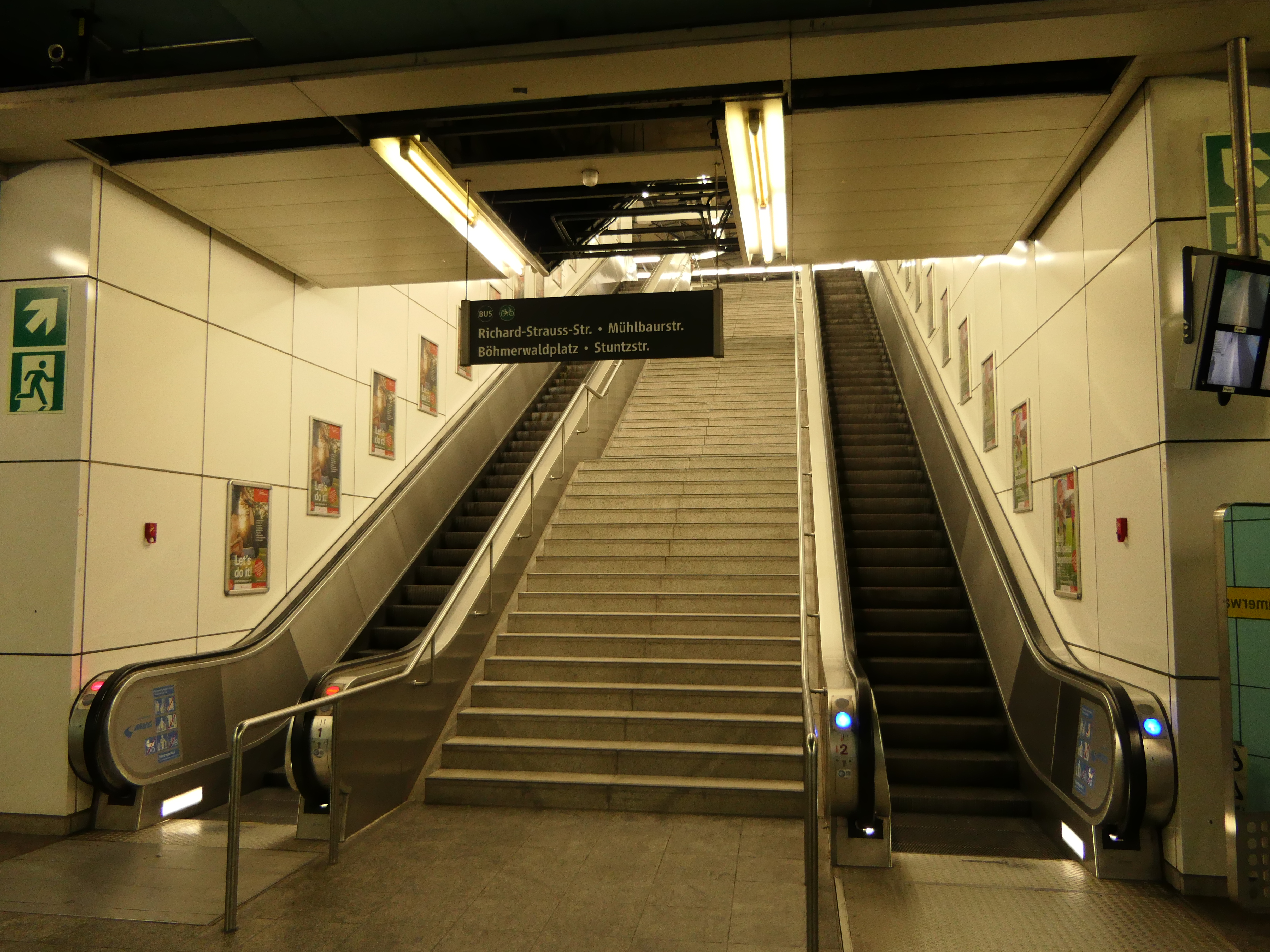
Aufgang von der Bahnsteigebene zur Verteilerebene
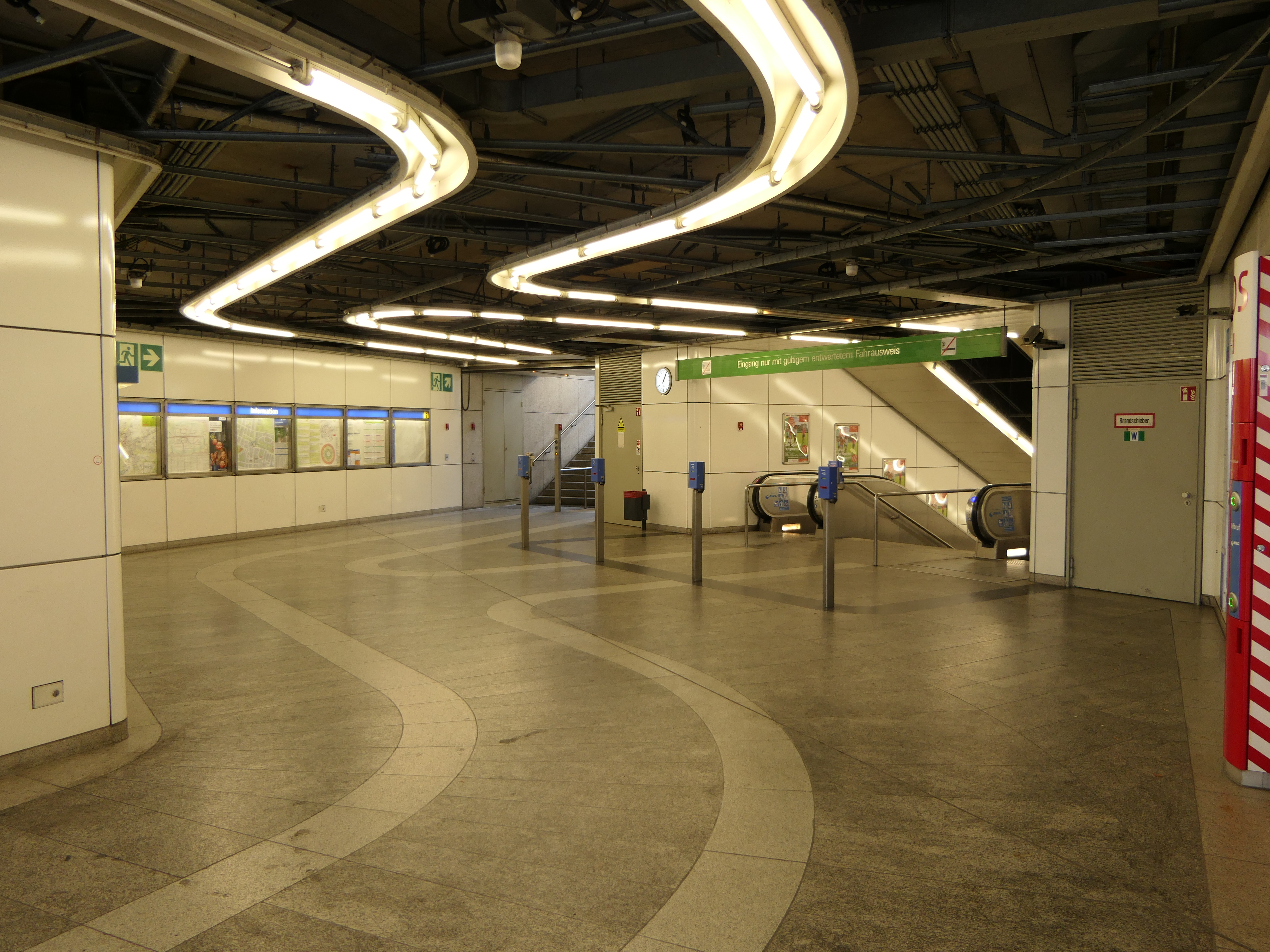
Verteilerebene mit Bodenlinien und Lichtbändern

| Linie | Linienverlauf |
| ----- | --- |
| U4    | Westendstraße – (806 m) – Heimeranplatz – (671 m) – Schwanthalerhöhe – (927 m) – Theresienwiese – (711 m) – Hauptbahnhof – (521 m) – Karlsplatz (Stachus) – (811 m) – Odeonsplatz – (933 m) – Lehel – (928 m) – Max-Weber-Platz – (791 m) – Prinzregentenplatz – (838 m) – Böhmerwaldplatz – (552 m) – Richard-Strauss-Straße – (756 m) – Arabellapark |